# Chloroclystis infusata
Chloroclystis infusata är en fjärilsart som beskrevs av Walker 1866. Chloroclystis infusata ingår i släktet Chloroclystis och familjen mätare. Inga underarter finns listade i Catalogue of Life.